# One Day in Your Life (album)
One Day in Your Life – album kompilacyjny amerykańskiego piosenkarza pop i soul – Michaela Jacksona, wydany w roku 1981.

## Lista utworów
| 1.  | "One Day in Your Life"             | 4:15  |
|     |                                    |       |
| 2.  | "Don't Say Goodbye Again"          | 3:27  |
|     |                                    |       |
| 3.  | "You're My Best Friend, My Love"   | 3:25  |
|     |                                    |       |
| 4.  | "Take Me Back"                     | 3:24  |
|     |                                    |       |
| 5.  | "We've Got Forever"                | 3:12  |
|     |                                    |       |
| 6.  | "It's Too Late to Change the Time" | 3:57  |
|     |                                    |       |
| 7.  | "You Are There"                    | 3:22  |
|     |                                    |       |
| 8.  | "Dear Michael"                     | 2:36  |
|     |                                    |       |
| 9.  | "I'll Come Home to You"            | 3:02  |
|     |                                    |       |
| 10. | "Make Tonight All Mine"            | 3:18  |
|     |                                    |       |
|     |                                    | 33:58 |
|     |                                    |       |

## Certyfikaty singli
"One Day in Your Life (singel Michaela Jacksona)" w notowaniach magazynu Billboard zajął miejsca:
- - # 55 – Pop Singles Chart
  - # 42 – Soul Singles Chart
  - # 1 – UK Pop Chart